# Isaac W. Scudder

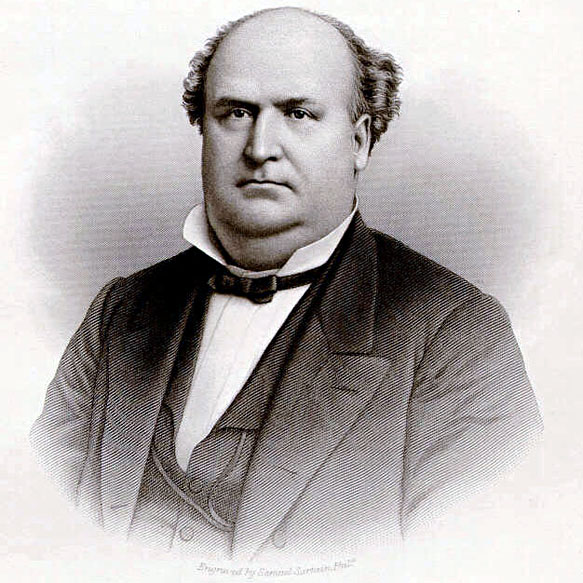
Isaac W. Scudder

Isaac Williamson Scudder (* 1816 in Elizabeth, New Jersey; † 10. September 1881 in Jersey City, New Jersey) war ein US-amerikanischer Politiker. Zwischen 1873 und 1875 vertrat er den Bundesstaat New Jersey im US-Repräsentantenhaus.

## Leben
Isaac Scudder besuchte zunächst vorbereitende Schulen. Nach einem anschließenden Jurastudium und seiner 1838 erfolgten Zulassung als Rechtsanwalt begann er in Elizabeth in diesem Beruf zu arbeiten. Später zog er nach Jersey City, wo er im dortigen Hudson County als Staatsanwalt fungierte. 1866 wurde er Mitglied der ersten Polizeikommission der Stadt Jersey City. Im gleichen Jahr wurde er Direktor bei der New Jersey Railroad & Transportation Co. Im Jahr 1872 wurde er auch Direktor bei der United New Jersey Railroad and Canal Company.
Politisch war Scudder Mitglied der Republikanischen Partei. Bei den Kongresswahlen des Jahres 1872 wurde er im damals neu eingerichteten siebten Wahlbezirk von New Jersey in das US-Repräsentantenhaus in Washington, D.C. gewählt, wo er am 4. März 1873 sein neues Mandat antrat. Da er im Jahr 1874 auf eine erneute Kandidatur verzichtete, konnte er bis zum 3. März 1875 nur eine Legislaturperiode im Kongress absolvieren. Im Jahr 1875 wurde Isaac Scudder juristischer Vertreter der Pennsylvania Railroad im Hudson County. Er starb am 10. September 1881 in Jersey City und wurde in seinem Geburtsort Elizabeth beigesetzt.